# Dipseudopsis digitata
Dipseudopsis digitata är en nattsländeart som beskrevs av Georg Ulmer 1907. Dipseudopsis digitata ingår i släktet Dipseudopsis och familjen Dipseudopsidae. Inga underarter finns listade i Catalogue of Life.